# Ligne Meitetsu Chikkō
La ligne Meitetsu Chikkō (名鉄築港線, Meitetsu Chikkō-sen) est une courte ligne ferroviaire de la compagnie privée Meitetsu située dans l'arrondissement de Minami à Nagoya au Japon. Elle relie la gare d'Ōe à celle de Higashi-Nagoyakō.

## Histoire
La ligne est ouverte en 1924 par la compagnie Aichi Electric Railway pour desservir le port de Nagoya.

## Caractéristiques

### Ligne
- écartement des voies : 1 067 mm
- nombre de voies : 1
- électrification : 1 500 V cc par caténaire

### Liste des gares
La ligne comporte 2 gares.
| Numéro | Gare             | Nom japonais | Distance (km) | Correspondances     | Localisation      |
| ------ | ---------------- | ------------ | ------------- | ------------------- | ----------------- |
| TA03   | Ōe               | 大江         | 0             | Meitetsu : Tokoname | Minami-ku, Nagoya |
| CH01   | Higashi-Nagoyakō | 東名古屋港   | 1,5           |                     | Minami-ku, Nagoya |